# Vigan
Vigan é um cidade de  quarta classe de renda da cidade (d) na província Ilocos Sul, nas Filipinas. De acordo com o censo de 1 de maio  de  2020 possui uma população de 53 935 pessoas e 12 702 domicílios.